# Із Землі на Місяць
«Із Землі на Місяць» (фр. «De la Terre à la Lune») — науково-фантастичний пригодницький роман французького письменника Жуля Верна, виданий у 1865 році.

## Літературне тло
Роман Верна не був першим літературним твором, у якому розповідається про подорож на Місяць; до них належать «Правдива історія» Лукіана (II століття), «Людина на Місяці» Френсіса Годвіна (1638), «Інший світ, або Держави та імперії Місяця» (1657) Сірано де Бержерака, роман «Відкриття світу на Місяці» Джона Вілкінса (1638) та «Подорожі лорда Сітона до семи планет» Марі-Анн Робер, опублікована в Парижі 1756 року.
Роман Верна примітний тим, що автор спробував зробити деякі приблизні розрахунки щодо вимог до гармати, і тим, що, зважаючи на нестачу на той час емпіричних даних з цього питання, деякі з його цифр є надзвичайно точними. Однак його версія космічної гармати для безракетного космічного запуску виявилася непрактичною для безпечної подорожі людини в космос, оскільки для досягнення другої космічної швидкості з прискоренням, прийнятним для виживання пасажирів, знадобився б набагато довший ствол.
Прототипом Мішеля Ардана, французького члена експедиції в романі, став фотограф Фелікс Надар.
1889 року Верн написав друге продовження роману — «Догори дном» (фр. Sans dessus dessous), у якому члени Гарматного клубу (на чолі з Дж. Т. Мастоном) планують використати «Колумбіаду», щоб змінити нахил земної осі і зробити арктичний регіон доступним для експлуатації його мінеральних багатств.

## Сюжет

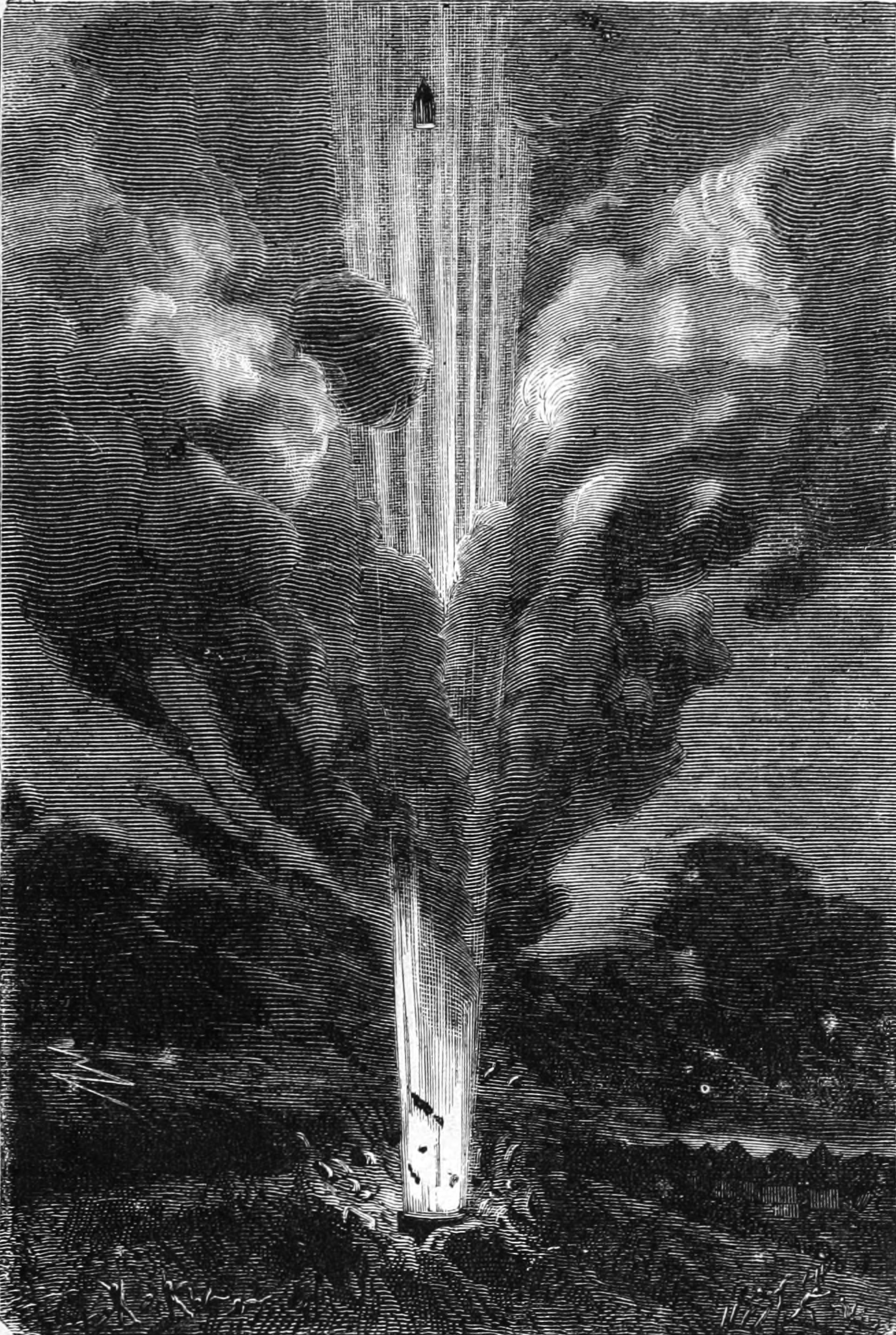
Запуск снаряда на Місяць

Після Громадянської війни в США група спеціалістів з артилерії обговорює те, що їхні знання непотрібні в мирний час. Голова Гарматного клубу Імпі Барбікен, втім, скликає його членів, щоб зробити сенсаційну заяву. Він планує збудувати величезну гармату, за допомогою якої відправити снаряд на Місяць. Заява швидко привертає увагу преси, Барбікен звертається за допомогою до Кембридзької лабораторії. Директор обсерваторії Бельфаст підтверджує, що це можливо та повідомляє оптимальні місце й час пострілу.
Попередні розрахунки показують, що відповідну гармату реально побудувати. Барбікену вдається зібрати близько 5,5 млн доларів від спонсорів, якими виступають багато країн, в тому числі і США. Необхідне місце розташування гармати знаходиться в Мексиці, що містер Мастон вважає хорошим приводом для нової війни. Голова клубу обирає альтернативою Флориду. Відлити потрібного розміру ствол виявляється неможливо, тому замість нього використовують шахту, стінки якої заливають чавуном. Сферичний снаряд повинен виштовхнути вибух заряду піроксиліну. Дивакуватий француз Мішель Ардан радить замінити снаряд на циліндричний і полетіти всередині. Не бажаючи йому поступитися, Імпі Барбікен вирішує також летіти. Вчений Ніколь, ображений заявами Імпі, викликає його на дуель. Ніколь, Імпі й Мішель домовляються полетіти всі разом і на практиці довести хто з них правий.
Врешті настає день запуску снаряда. Ніколь, Імпі та Мішель залазять всередину, де облаштовано комфортне приміщення і зроблено систему гасіння ударів. У запасі є повітря на два місяці та харчі на рік. Постріл спричиняє локальний землетрус і порив вітру, що збиває з ніг натовп глядачів. За кілька днів спостереження Кембридзької обсерваторії показують, що снаряд вийшов на кругову орбіту навколо Місяця, отже мандрівники опинилися в пастці. Проте друг Імпі, містер Пакстон, сподівається, що ті знайдуть вихід.

## Продовження
У 1870 році Жуль Верн написав продовження книги під назвою «Навколо Місяця». У ній він описав подальші пригоди головних героїв.

## Передбачення в романі
Верн передбачив низку технічних рішень, які використовували при реальних польотах на Місяць:
- Використання алюмінію як основного матеріалу для будівництва снаряда. Хоча в XIX столітті алюміній був дуже дорогим, його природні характеристики визначили його широке використання в аерокосмічній індустрії пізніших часів.
- Апарат для регенерації повітря на основі хлорату калію і їдкого натру.
- Вигідне розміщення гармати у Флориді. Космодром, з якого були здійснені реальні польоти людей на Місяць, також знаходиться у Флориді.

Крім того, в романі є низка збігів із польотом «Аполлона-11»:
- Екіпаж складається з трьох осіб.
- Вартість проєкту, описана в романі ($5,4 млн у 1865 році, що дорівнює $12,1 млрд у 1969 році) близька до реальної вартості польоту «Аполлона-11» ($14,5 млрд)[1].

## Вплив на масову культуру
1875 року за романом, без дозволу автора, створено оперу «Подорож на Місяць» (фр. Le voyage dans la lune) на музику Жака Оффенбаха.
1880 року The Pall Mall Gazette описала «Колумбіаду» Верна як «космічний корабель» — це перше в історії вживання цього терміна.
У романі Герберта Веллса 1901 року «Перші люди на Місяці» (також пов'язаному з першими мандрівниками на Місяць) головний герой, містер Бедфорд, каже про роман Верна своєму супутнику, професору Кейвору, який відповідає, що він не знає, про що йдеться.
Роман (разом із «Першими людьми на Місяці» Веллса) надихнув Жоржа Мельєса на знімання 1902 року першого науково-фантастичного фільму «Подорож на Місяць». 1958 року випущено ще одну екранізацію під назвою «З Землі на Місяць», а 1967 року — дуже вільна екранізація «Місячна ракета Жуля Верна» (1967), британської комедії з Берлом Айвзом і Террі-Томасом. Чехословацький фільм 1961 року «Барон Мюнхгаузен» поєднує персонажів і елементи сюжету з роману Верна з історіями барона Мюнхгаузена та Сірано де Бержерака.
У березні 1953 року Gilberton Company у випуску № 105 серії Classics Illustrated опублікувала адаптацію коміксів From the Earth to the Moon, де невідомий сценарист поєднав «Від Землі до Місяця» з продовженням «Навколо Місяця». Художній директор Gilberton Алекс Блюм виконав малюнок обкладинки та 44 сторінок. Від 1953 до 1971 року вийшло дванадцять видань.

Повертаючись із Місяця, екіпаж «Аполлона-11» згадав книгу Верна під час телевізійної трансляції 23 липня. Командир місії, астронавт Ніл Армстронг сказав: «Сто років тому Жуль Верн написав книгу про подорож на Місяць. Його космічний корабель „Колумбія“[sic], вилетів із Флориди та приземлився в Тихому океані після завершення подорожі на Місяць. Хочемо поділитися з вами деякими враженнями екіпажу, оскільки завтра сучасна „Колумбія“ завершить своє рандеву з планетою Земля і тим же Тихим океаном».
У трилогії «Квантовий злодій» 2010 року, автор якої Ханну Раяніємі є шанувальником Верна, головний герой вступає в непростий альянс із «Gun Club zoku», який спеціалізується на військовій зброї, а в «The Causal Angel» (2014), втікши із Землі за допомогою космічної рушниці з ядерним двигуном, продає «Verne gun bullet» (снаряд до гармати Верна) їм як унікальний колекційний предмет.
В японській аніме-адаптації «Космічних братів» (2012—2014) епізоди 39—51 відкривала пародія на історію («Маленький світ» від Fujifabric), а в кінці було показано обкладинку раннього англійського перекладу.
Перше втілення американських гірок «Космічна гора» в паризькому Діснейленді в 1995 році під назвою «Космічна гора: Місячна земля» засновано на романі. Екстер'єр атракціону використав ретрофутуристичний вплив епохи Верна з заклепками і котлом у оформленні, а також «Колумбіадою», яка відкочується з тріском і випускає дим під час проїзду поїзда, створюючи у пасажирів відчуття, ніби їх вистрілили в космос. 1995 року Бі-Бі-Сі зняло 44-хвилинний документальний фільм про створення Космічної гори під назвою Shoot for the Moon, де показано, як Тім Делані та його команда втілювали книгу в життя.